# Манфред Швабль
Манфред Швабль (нім. Manfred Schwabl, нар. 18 квітня 1966, Гольцкірхен) — німецький футболіст, що грав на позиції півзахисника, насамперед за низку баварських клубних команд, а також за національну збірну ФРН.
Триразовий чемпіон ФРН. Володар Кубка ФРН. 

## Клубна кар'єра
У дорослому футболі дебютував 1983 року виступами за команду «Баварія II», в якій провів два сезони. З 1984 року також почав включатися до заявки головної команди «Баварії», яка того сезону стала чемпіоном ФРН, проте на поле в іграх Бундесліги не виходив. Наступного сезону 1985/86 «Баварія» захистила чемпіонський титул, а Швабль зарахував до свого активу перші сім ігор в елітному німецькому дивізіоні.
Утім досвід регулярних виступів у Бундеслізі здобував вже у «Нюрнберзі», до якого перейшов 1986 року і де протягом трьох років був ключовим гравцем центру поля.
1989 року повернувся до «Баварії», в якій також став регулярно виходити на поле. Зокрема взяв участь у 25 іграх сезону 1989/90, за результатами якого здобув свій третій титул чемпіона Німеччини у складі «Баварії».
1992 року знову приєднався до «Нюрнберга», а 1994 року, провівши декілька матчів за австрійський «Тіроль», став гравцем клубу «Мюнхен 1860», ще одного представника Баварії у Бундеслізі. Завершив професійну кар'єру футболіста виступами за «Мюнхен 1860» у 1997 році.

## Виступи за збірну
1987 року дебютував в офіційних матчах у складі національної збірної Німеччини. Протягом кар'єри у національній команді, яка тривала 2 роки, провів у формі головної команди країни 4 матчі.

## Титули і досягнення
- Чемпіон Німеччини (3):

«Баварія»: 1984-1985, 1985-1986, 1989-1990
- Володар Кубка Німеччини (1):

«Баварія»: 1985-1986